# Theo Schwedler
Theo Schwedler (geb. 1922) ist ein ehemaliger deutscher Handballspieler.

## Werdegang
Theo Schwedler stammt aus Kiel. Im Stadtteil Hassee wurde er 1928 in die dortige Volksschule eingeschult, zusammen mit seinen späteren Mannschaftskameraden beim THW Kiel Helmut Wriedt, Heinrich Bücker und Herbert Rohwer. Da er sich von Jugend an für den Handballsport begeisterte, wurde er Mitglied beim THW, in dessen Handballabteilung er spielte und bald zu den Stammspielern der 1. Mannschaft gehörte. Mit dieser Mannschaft nahm er an der ersten Deutschen Handballmeisterschaft nach dem Zweiten Weltkrieg 1947/48 teil, in der der THW in der Besetzung Wriedt, Rohwer, Herbert Podolske, Kalli Feddern, Kurt Ochs, Rolf Krabbenhöft, Fritz Weßling, Fritz Westheider, Heinrich Dahlinger, Heinz-Georg Sievers erster Deutscher Meister im Feldhandball nach dem Krieg wurde, nachdem sie im Endspiel den SV Waldhof 07 10:8 geschlagen hatten (tatsächlich war es allerdings nur eine Interzonenmeisterschaft, da die Handballer aus der damaligen Ostzone nicht an den Meisterschaftsspielen teilnahmen).
1950 gewann der THW mit Schwedler in der Mannschaft erneut die Deutsche Meisterschaft im Feldhandball, nachdem sie im Endspiel den SV Polizei Hamburg mit 10:9 knapp besiegt hatten. Bei den Meisterschaften 1951 wendete sich das Blatt: Wieder spielte der THW mit Schwedler gegen die Hamburger Polizei. Diesmal aber verloren die Kieler mit 4:12 deutlich und wurden Vizemeister im Feldhandball.
Für den Gewinn der Deutschen Meisterschaft im Feldhandball 1950 wurden Schwedler und die gesamte THW-Mannschaft am 1. Dezember 1950 von Bundespräsident Theodor Heuss mt dem Silbernen Lorbeerblatt ausgezeichnet.